# Polycyrtus tricolor
Polycyrtus tricolor är en stekelart som först beskrevs av Brulle 1846.  Polycyrtus tricolor ingår i släktet Polycyrtus och familjen brokparasitsteklar. Inga underarter finns listade i Catalogue of Life.